# Zora (mytologie)

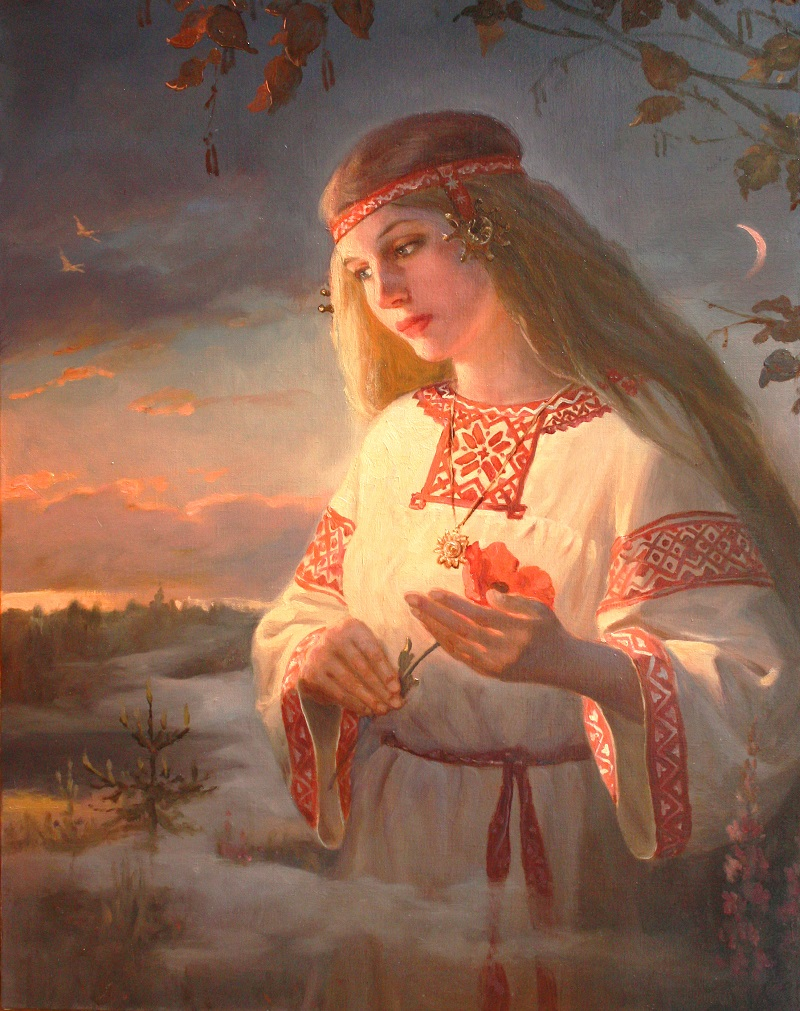
Zarja od Andreje Šiškina

Zora je poetické pojmenování pro Jitřenku, úsvit a ranní červánky, případně i Večernici a večerní červánky, příbuzné slovu „záře“. V obecném povědomí je někdy Zora nazývána slovanskou bohyní výše zmíněných fenoménů. Přestože se v různých indoevropských mytologiích objevují personifikace planety Venuše jako bohyně úsvitu, příkladem je řecká Éós, římská Aurora a védská Ušas, není doloženo že by ji i Slované uctívali jako bohyni.
V ruském folklóru se pod jménem Zarja objevuje jako krásná dívka se zlatou mísou, pokrývkou hlavy z červeného hedvábí – symbolem červánků, sedící na zlatém trůně. Je svázána příbuzenskými vztahy s ostatními nebeskými tělesy, nejčastěji je milenkou Měsíce. Jindy je však milenkou Slunce, mořskou paní která jej postříká vodou když se noří z moře, čímž vznikají červánky. Ranní rosa byla vykládána jako její slzy. Její působení bylo pokládáno za blahodárné, především ve věcech lásky, léčení a úrody.

## Populární kultura
- Večernice je jednou z hlavních postav české filmové pohádky Princ a Večernice natočené na motivy pohádky O Měsíčníku, Slunečníku a Větrníku Boženy Němcové.
- Tři Zory se objevují jako bohyně ve fantasy románu Američtí bohové britského spisovatele Neila Gainmana. Jedná se o Zoru ranní (Zorja Jutrenjaja), Zoru večerní (Zorja Večernjaja) a Zoru půlnoční (Zorja Polunočnaja).
- Zorja se objevuje v sérii fantasy románů Kroniky železného druida amerického spisovatele Kevina Hearneho.
- Zorja Vechernyaya je sextet pro hoboj, fagot a smyčcový kvartet australského skladatele Juliana Cochrana.
- Zorya je hudební album od Floexe (Tomáše Dvořáka) vydané v roce 2012. Poslední skladba na tomto albu se jmenuje Zorya Polunochaya.
- V populární ruské pohádce Mrazík (Morozko) z r. 1964 Nastěnka prosí jitřenku, aby chvíli počkala s východem slunce. V originální verzi v ruštině je jitřenka Zorka.